# کراسنی موراوی
کراسنی موراوی (به لاتین: Krasny Muravey) یک منطقهٔ مسکونی در روسیه است که در باشقیرستان واقع شده‌است.